# Holiday Shores
Holiday Shores es un lugar designado por el censo ubicado en el condado de Madison en el estado estadounidense de Illinois. En el Censo de 2010 tenía una población de 2882 habitantes y una densidad poblacional de 532,41 personas por km².

## Geografía
Holiday Shores se encuentra ubicado en las coordenadas 38°55′27″N 89°56′13″O / 38.92417, -89.93694. Según la Oficina del Censo de los Estados Unidos, Holiday Shores tiene una superficie total de 5.41 km², de la cual 4.2 km² corresponden a tierra firme y (22.34%) 1.21 km² es agua.

## Demografía
Según el censo de 2010, había 2882 personas residiendo en Holiday Shores. La densidad de población era de 532,41 hab./km². De los 2882 habitantes, Holiday Shores estaba compuesto por el 96.95% blancos, el 1.08% eran afroamericanos, el 0.21% eran amerindios, el 0.21% eran asiáticos, el 0% eran isleños del Pacífico, el 0.24% eran de otras razas y el 1.32% pertenecían a dos o más razas. Del total de la población el 1.63% eran hispanos o latinos de cualquier raza.